# Neutrale Zone (Saoedi-Arabië en Koeweit)
De Neutrale Zone is het grensgebied in geschil tussen Saoedi-Arabië en Koeweit. Op 2 december 1922 werden in het Protocol van Uqair de grenzen van de Neutrale Zone vastgesteld. Dit gebied had een oppervlakte van 5770 km².
De landen besloten de opbrengsten van dit stuk land te delen zolang een definitieve oplossing nog niet was bereikt. In 1938 werd het grote olieveld Burgan in het uiterste zuiden van Koeweit, tegen de grens van de neutrale zone, ontdekt. De twee besloten de afspraken na te leven en de opbrengsten uit de neutrale zone te delen.
In 1960 besloten beide regeringen om tafel te gaan zitten om tot een definitieve oplossing te komen. Dit leidde tot een overeenkomst in 1967 die in 1970 werd geratificeerd. Na de afspraak is deze neutrale zone in twee delen gesplitst. Het noordelijk deel werd aan Koeweit toegewezen en het zuidelijke deel aan Saoedi-Arabië. De bijna rechte lijn die beide delen scheidt is 70 km lang. In 1971 kreeg de verdeling zijn beslag.
Deze zone had nooit een ISO-code, omdat ISO 3166 pas in 1974 werd geïntroduceerd.